# Сирил Хиншълуд
 Сър Сирил Норман Хиншълуд е английски физикохимик, президент на Британското кралско научно дружество и носител на Нобелова награда за химия за 1956 година.

## Биография
Роден е на 19 юни 1897 година в Лондон, в семейството на Норман Хиншълуд, експерт-счетоводител, и Ит Франсис Смит. Учи първо в Канада, но се връща през 1905 г. след смъртта на баща си в малък апартамент в Челси, където живее през останалата част от живота си. След това учи в Уестминстърското градско училище и Балиол Колидж в Оксфордския университет.
По време на Първата световна война Хиншълуд е химик във фабрика за експлозиви. Преподавател е в Тринити колидж от 1921 до 1937 г., а от 1937 г. е професор по химия в университета в Оксфорд. Служи в няколко консултативни съвета по научните въпроси към британското правителство. Избран е за научен сътрудник на Кралското научно общество през 1929 г., служи като президент от 1955 до 1960. Посветен е в рицарство през 1948 и награден с ордена за заслуги през 1960 г.
Неговите ранни проучвания на молекулярната кинетика водят до публикуването на „Термодинамиката за студенти по химията“ и „Кинетиката на химичното превръщане“ през 1926 година. С Харолд Томпсън изучават взривната реакция между водород и кислород и описват феномена на верижната реакция. Неговата следваща работа е върху химичните промени в бактериалната клетка, като се оказва от голямо значение за изследователската работа на антибиотици и терапевтични агенти. Книгата му „Химична кинетика на бактериалната клетка“ е публикувана през 1946 г., последвана от „Растеж, функция и регулация в бактериалните клетки“ през 1966 година. През 1951 г. публикува „Структура на физикохимията“.
Заедно с Николай Семьонов (СССР) Хиншълуд е удостоен с Нобелова награда за химия през 1956 г. за изследванията им в механизма на химичните реакции.
Лангмюр-Хиншълуд процесът в хетерогенната катализа, в който адсорбция на реагенти на повърхността е стъпка за ограничаване на скоростта, е кръстен на него и Ървинг Лангмюр.
Хиншълуд е председател на Химическото общество, Кралското научно общество, Класическата Асоциация и Фарадейевото общество и печели много награди и почетни степени.
Хиншълуд никога не е бил женен. Владее 7 класически и съвременни езика и основните му хобита са рисуване, събиране на китайската керамика и чуждестранна литература.
Умира в дома си в Челси на 9 октомври 1967 година.

## Трудове
- Thermodynamics for Students of Chemistry, 1926
- The Kinetics of Chemical Change, 1926
- The Chemical Kinetics of the Bacterial Cell, 1946
- The Structure of Physical Chemistry, 1951
- Growth, Function and Regulation in Bacterial Cells, 1966